# Luis Arce Mina
Luis Arce Mina (n. Quito, Ecuador; 3 de diciembre de 1993) es un futbolista ecuatoriano. Juega de centrocampista y su equipo actual es Mushuc Runa Sporting Club de la Serie A de Ecuador.

## Trayectoria
Empezó su carrera futbolística en el equipo policial en el año 2011, se formó e hizo las formativas en Espoli, la sub-14, la sub-16, en la sub-18 y la sub-20 en 2012. Luego tuvo un paso por la Real Sociedad Fútbol Club de la Segunda Categoría de Pichincha. En marzo de 2013 sigue en la Segunda Categoría, pero ahora con el equipo de Universidad Tecnológica Equinoccial, permaneció hasta principios de 2015.
Para 2015 llegó en condición de libre al equipo de reserva de Sociedad Deportiva Aucas y en marzo de 2016 regresó al equipo de la UTE. En 2017 arribó al club que lo formó, el Espoli, para disputar el torneo provincial de Segunda Categoría, al final de la campaña logró el título de campeón, el primero en su carrera.
El 2018 fue contratado la primera parte del año por Sociedad Deportivo Quito, así mismo para la Segunda Categoría provincial, luego en agosto fue fichado por el Club Deportivo Clan Juvenil que disputaba la Serie B, al final de la temporada descendió con Clan Juvenil.
En la temporada 2019 llega a la Serie A con el Club Deportivo El Nacional y bajo el mando de Marcelo Zuleta tuvo su debut en el primer equipo en la máxima categoría del fútbol ecuatoriano el 9 de febrero de 2019, en el partido de la fecha 1 de la LigaPro Banco Pichincha ante Barcelona Sporting Club, entró al cambio aquel partido a los 76 minutos por Eddy Corozo, el juego terminó en victoria torera por 5–2. Marcó su primer gol en la Serie A el 31 de marzo de 2019 en la fecha 7, convirtió el único gol con el que El Nacional empató con Centro Deportivo Olmedo como local por 1–1. Disputó en total 28 partidos y anotó otro gol ante Delfín Sporting Club.
También disputó algunos juegos de la Copa Ecuador. En el año 2020 llega a Liga Deportiva Universitaria, con el equipo albo se consagró campeón de la Supercopa de Ecuador 2020.
En 2022 fue fichado por el Club Deportivo Macará de Ambato, donde el equipo descendió de categoría.
En 2023 fue anunciado por Barcelona Sporting Club para la temporada 2023.

## Estadísticas

### Clubes
Actualizado al último partido disputado el 19 de agosto de 2025.
| Club                                   | Div.          | Temporada     | Liga  | Liga  | Copas nacionales | Copas nacionales | Copas internacionales | Copas internacionales | Total | Total |
| Club                                   | Div.          | Temporada     | Part. | Goles | Part.            | Goles            | Part.                 | Goles                 | Part. | Goles |
| -------------------------------------- | ------------- | ------------- | ----- | ----- | ---------------- | ---------------- | --------------------- | --------------------- | ----- | ----- |
| Real Sociedad · Ecuador                | 3.ª           | 2012          | 14    | 0     | Inexistentes     | Inexistentes     | Inexistentes          | Inexistentes          | 14    | 0     |
| Real Sociedad · Ecuador                | Total club    | Total club    | 14    | 0     | 0                | 0                | 0                     | 0                     | 14    | 0     |
| UTE · Ecuador                          | 3.ª           | 2013          | 16    | 0     | Inexistentes     | Inexistentes     | Inexistentes          | Inexistentes          | 16    | 0     |
| UTE · Ecuador                          | 3.ª           | 2014          | 17    | 0     | Inexistentes     | Inexistentes     | Inexistentes          | Inexistentes          | 17    | 0     |
| UTE · Ecuador                          | 3.ª           | 2016          | 12    | 3     | Inexistentes     | Inexistentes     | Inexistentes          | Inexistentes          | 12    | 3     |
| UTE · Ecuador                          | Total club    | Total club    | 45    | 3     | 0                | 0                | 0                     | 0                     | 45    | 3     |
| Espoli · Ecuador                       | 3.ª           | 2017          | 26    | 4     | Inexistentes     | Inexistentes     | Inexistentes          | Inexistentes          | 26    | 4     |
| Espoli · Ecuador                       | Total club    | Total club    | 26    | 4     | 0                | 0                | 0                     | 0                     | 26    | 4     |
| Deportivo Quito · Ecuador              | 3.ª           | 2018          | 13    | 4     | Inexistentes     | Inexistentes     | Inexistentes          | Inexistentes          | 13    | 4     |
| Deportivo Quito · Ecuador              | Total club    | Total club    | 13    | 4     | 0                | 0                | 0                     | 0                     | 13    | 4     |
| Clan Juvenil · Ecuador                 | 2.ª           | 2018          | 3     | 0     | Inexistentes     | Inexistentes     | Inexistentes          | Inexistentes          | 3     | 0     |
| Clan Juvenil · Ecuador                 | Total club    | Total club    | 3     | 0     | 0                | 0                | 0                     | 0                     | 3     | 0     |
| El Nacional · Ecuador                  | 1.ª           | 2019          | 28    | 2     | 6                | 0                | Inexistentes          | Inexistentes          | 34    | 2     |
| Liga Deportiva Universitaria · Ecuador | 1.ª           | 2020          | 0     | 0     | —                | —                | 0                     | 0                     | 0     | 0     |
| Liga Deportiva Universitaria · Ecuador | Total club    | Total club    | 0     | 0     | 0                | 0                | 0                     | 0                     | 0     | 0     |
| Deportivo Cuenca · Ecuador             | 1.ª           | 2020          | 11    | 1     | —                | —                | Inexistentes          | Inexistentes          | 11    | 1     |
| Deportivo Cuenca · Ecuador             | 1.ª           | 2021          | 28    | 1     | —                | —                | Inexistentes          | Inexistentes          | 28    | 1     |
| Deportivo Cuenca · Ecuador             | Total club    | Total club    | 39    | 2     | 0                | 0                | 0                     | 0                     | 39    | 2     |
| C. D. Macará · Ecuador                 | 1.ª           | 2022          | 27    | 2     | 1                | 0                | Inexistentes          | Inexistentes          | 28    | 2     |
| C. D. Macará · Ecuador                 | Total club    | Total club    | 27    | 2     | 1                | 0                | 0                     | 0                     | 28    | 2     |
| Barcelona S. C. · Ecuador              | 1.ª           | 2023          | 1     | 0     | 0                | 0                | 0                     | 0                     | 1     | 0     |
| Barcelona S. C. · Ecuador              | Total club    | Total club    | 1     | 0     | 0                | 0                | 0                     | 0                     | 1     | 0     |
| El Nacional · Ecuador                  | 1.ª           | 2024          | 9     | 0     | 3                | 0                | —                     | —                     | 12    | 0     |
| El Nacional · Ecuador                  | Total club    | Total club    | 37    | 2     | 9                | 0                | 0                     | 0                     | 46    | 2     |
| Mushuc Runa · Ecuador                  | 1.ª           | 2025          | 23    | 2     | 0                | 0                | 7                     | 0                     | 30    | 2     |
| Mushuc Runa · Ecuador                  | Total club    | Total club    | 23    | 2     | 0                | 0                | 7                     | 0                     | 30    | 2     |
| Total carrera                          | Total carrera | Total carrera | 228   | 19    | 10               | 0                | 7                     | 0                     | 245   | 19    |
| 1. 2.                                  |               |               |       |       |                  |                  |                       |                       |       |       |

## Palmarés

### Campeonatos provinciales
| Título                         | Club   | País    | Año  |
| ------------------------------ | ------ | ------- | ---- |
| Segunda Categoría de Pichincha | Espoli | Ecuador | 2017 |

### Campeonatos nacionales
| Título               | Club                         | País    | Año  |
| -------------------- | ---------------------------- | ------- | ---- |
| Supercopa de Ecuador | Liga Deportiva Universitaria | Ecuador | 2020 |
| Copa Ecuador         | El Nacional                  | Ecuador | 2024 |